# Kronprinz Friedrich (Oper)
Kronprinz Friedrich ist eine Kammeroper in einem Akt von Siegfried Matthus mit einem Libretto von Thomas Höft. Das Werk wurde Ende 1999 im Schlosstheater Rheinsberg anlässlich dessen Wiedereröffnung uraufgeführt. Es existieren zwei Fassungen der Instrumentierung durch den Komponisten; die erste in den Melodieinstrumenten nur mit Flöten und Posaunen besetzt, die zweite auch mit Streichern. Die Oper handelt von der Erziehung des Kronprinzen Friedrich durch dessen Vater Friedrich Wilhelm I., zugespitzt auf das Verhältnis des jungen Friedrich zu Leutnant von Katte, den Friedrich Wilhelm I. hinrichten lässt. 

## Handlung
Nach seinem Fluchtversuch im August 1730 ist der Kronprinz in der Festung Küstrin inhaftiert. Gegen ihn und seinen Vertrauten Katte wird ein Prozess geführt, der mit dem Urteil der lebenslangen Festungshaft für Katte endet. Friedrich Wilhelm I. wandelt das Urteil in die Todesstrafe um. Der Kronprinz wird gezwungen, die Enthauptung seines Freundes Katte anzusehen. Die Handlung kreist um den Prozess und die Inhaftierung, unterbrochen durch Rückblenden auf die Kindheit des Kronprinzen und dessen aufblühende Freundschaft zu Katte. Die Oper ist in zehn Szenen eingeteilt und wird ohne Pause gespielt. 

## Musik
In der ersten oder Originalfassung war die Oper mit 14 Flöten instrumentiert, von Piccolo über Altflöten, Blockflöten, Großblockflöte, Kontrabassflöte bis hin zur Subkontrabassflöte. Letztere musste für die Uraufführung eigens angefertigt werden. Die Flöten instrumentieren hauptsächlich die Stimmen von Kronprinz und Katte, dazu die Frauenrollen. Dazu kommen als Stimminstrumente des Königs drei Posaunen, Kontrabass und Schlagzeug. Ein Cembalo spielt Übergänge und Akkorde.
In der zweiten Fassung (UA 2000 in Radebeul) ist die Anzahl der Flöten auf vier reduziert, dafür kommt eine Gruppe von zehn Solostreichern mit Violine, Viola und Cello hinzu. Blechbläser, Schlagzeug und Cembalo bleiben. Hauptgrund für die Uminstrumentierung war die Schwierigkeit der Besetzung der vielen Flöten in späteren Aufführungen. Gerade Kammeropern werden oft an Häusern mit begrenzten finanziellen Mitteln aufgeführt. Da es kaum weitere Flötenensembles dieser Größe und mit diesen Instrumenten gibt, ist das zusätzliche (und kostspielige) Engagement von Solisten unabdingbar. In der zweiten Instrumentierung kommt die Besetzung einem Kammerorchester nahe.
Die Musik der Oper ist nicht atonal, enthält aber atonale Elemente. Kennzeichnend sind teils kompliziert geführte Ensemblesätze. Chorische Partien gibt es kaum. Trotz der dramatischen Handlung hat die Musik einen lyrischen Charakter, der vor allem in den Duettszenen zwischen Kronprinz und Katte zum Tragen kommt.

## Geschichte

### Entstehung und Uraufführung
1996 kamen Siegfried Matthus und Götz Friedrich überein, die Eröffnung des Rheinsberger Schlosstheaters mit der Uraufführung einer Oper zu feiern. Matthus hat in Rheinsberg das Abitur abgelegt, und 1991 den Gesangswettbewerb und das zugehörige Opernfestival Kammeroper Schloss Rheinsberg gegründet. Friedrich war Opernintendant in Berlin. Das Thema Kronprinz und Katte bot sich wegen des Ortsbezuges zu Rheinsberg an, schließlich verbrachte der Kronprinz nach seiner Begnadigung und einer Zwischenstation in Ruppin hier vier Jahre, in denen er sich auch der Musik widmete. Ein direkter Bezug auf Friedrichs Rheinsberger Zeit schied aus, weil sich in dieser für den Kronprinzen glücklichen Zeit kaum dramatisches Material finden ließ.
Götz Friedrich machte Matthus mit dem Librettisten Thomas Höft bekannt. Matthus soll von Höft „einen zweiten Cornet“ verlangt haben, damit auf seine eigene Oper nach der Rilke-Erzählung anspielend, in deren Mittelpunkt die Beziehung zweier junger Männer steht. Höft legte nach zwei Wochen einen Entwurf vor, der bei Matthus sofort auf Gefallen stieß. Kronprinz und Katte komponierte Matthus als Hosenrollen für junge Mezzosopranistinnen, weil diese die „pubertäre Jugendlichkeit besser darstellen und singen können als junge Männer“. Er fühlte sich damit auch bei der Darstellung der schwärmerischen und erotisch aufgeladenen Beziehung zwischen zwei Männern wohler. Während der Arbeiten zur Instrumentierung lernte Matthus das Ensemble 14 Berliner Flotisten kennen, und schrieb für diese die Orchestrierung mit direktem Bezug auf den Flötenspieler Friedrich den II. Ursprünglich sollte die Oper Friedrich und Katte heißen, doch eine 1998 in Minden unter diesem Titel uraufgeführte Oper von Wolfgang Knuth kam dem zuvor.
Am 30. Dezember 1999 fand die Uraufführung im Schloss Rheinsberg als Koproduktion der Kammeroper Rheinsberg mit der Deutschen Oper Berlin statt. Die musikalische Leitung hatte Rolf Reuter, Regie führte Götz Friedrich. Die Partie des Kronprinz war mit Karen Leonie Leiber besetzt, Katte mit Alicja de Rota. Den König gab Lars Fosser, auch alle anderen Gesangspartien waren mit jungen Preisträgern des Rheinsberger Wettbewerbs besetzt. Die Kritik war gemischt bis positiv, wobei Ausdruck und Präzision der jungen Sänger allgemein gelobt wurde. Jedoch wurde monierte, dass die Rolle des Königs zu einseitig als Bösewicht angelegt sei, die Oper sei allein „aus der Warte des pubertierenden Thronfolgers“ geschrieben, dessen schließliche Wendung zum Gehorsam nicht glaubwürdig vermittelt werde. Auch würde das Thema der „Männerliebe am Hohenzollernhof“ im „schamhaftem Ungefähr“ versteckt. Die Produktion ging nach der Uraufführung als Gastspiel zur Expo 2000 nach Hannover, dann ins Schloßtheater Bayreuth und wurde im Juni 2000 wieder in Rheinsberg zum Opernfestival aufgeführt.

### Weitere Produktionen
- 2000: Landesbühnen Sachsen in Radebeul, Premiere am 25. März 2000 in der zweiten Fassung.
- 2001: Staatstheater Cottbus, Premiere am 22. Juni 2001 mit Waltraud Mucher (Kronprinz).
- 2004: Anton Bruckner Privatuniversität in Linz, musikalische Leitung Ingo Ingensand, Regie Henry Mason. Premiere am 22. April 2004 in Ansfelden, dann Hauzenberg, sowie als Gastspiel in Berlin im Leibnitz-Saal der Akademie der Wissenschaften am 4. Oktober 2004.
- 2012: Kammeroper Schloss Rheinsberg, musikalische Leitung Daniel Hoyem-Cavazza, Regie Kay Kuntze. Premiere am 20. Juli 2012 mit Maria Schlestein (Kronprinz), Annette Hörle (Katte), Filip Szczepanski (König) und andere Preisträger des Wettbewerbs.